# Wilhelmina Krafft
Maria Wilhelmina Krafft (nume căsătorită Noreaus; n. 10 mai 1778, Stockholm, Suedia – d. 29 noiembrie 1828, Norrköping⁠(d), Comitatul Östergötland, Suedia) a fost o pictoriță suedeză și realizatoare de portrete în miniatură. A fost fiica pictorului Per Krafft cel Bătrân și a Mariei Vilhelmina Ekebom, și sora pictorului Per Krafft cel Tânăr.

## Biografie
Wilhelmina Krafft s-a născut la Stockholm. Ea și fratele ei au servit drept modele pentru portretele de copii ale tatălui lor, un gen pentru care aceste era celebru. Una dintre aceste picturi îl înfățișează pe Per desenând și pe Wilhelmina la picioarele sale în semn de admirație (1783), iar altul o înfățișează pe Wilhelmina rugându-se singură (1782).
Wilhelmina și fratele ei au studiat arta la Academia Regală Suedeză de Arte, unde principalul ei profesor a fost Lorentz Svensson Sparrgren. În 1797, a debutat alături de fratele ei la expoziția anuală de artă a Academiei Regale de Arte din Stockholm. Munca și talentul ei au impresionat și a fost decorată cu cea de-a doua medalie a academiei la prima sa expoziție pentru „frumoasele ei lucrări în miniatură”. La următoarea expoziție din 1798, a participat cu portretele sale originale în miniatură. A murit la Norrköping.
Stilul ei de pictură a fost descris ca rece și înghețat și, ca atare, reprezentativ în mod tipic pentru arta contemporană neoclasică imperială. S-a căsătorit cu medicul Olof Noréus (1770–1846) și a fost mama pictoriței Pamela Clementina Noraéus (1817–1892).